# 1250-1259
De jaren 1250-1259 (van de christelijke jaartelling) zijn een decennium in de 13e eeuw.

## Gebeurtenissen

### Natuurfenomeen
- 1257 : Samalas vulkaanuitbarsting had een vulkanische-explosiviteitsindex van 7
- 1258-1259 : Jaren zonder zomer.

### Levant
- 1250 : Slag bij El-Mansoera. Baibars commandant van de Mammelukken verslaat de kruisvaarders. Robert I van Artesië en Willem van Sonnac, grootmeester van de Orde van de Tempeliers sneuvelen. Koning Lodewijk IX van Frankrijk, Karel van Anjou en Alfons van Poitiers worden gevangengenomen. Na het betalen van losgeld keren Karel en Alfons terug naar Frankrijk, Lodewijk blijft achter in Akko.
- 1250 : Baibars sticht de Bahri-dynastie.
- 1251 : Lodewijk IX wacht op de terugkeer van André de Longjumeau, die naar Karakorum was afgereisd, op zoek naar Mongoolse steun.
- 1252 : Blanca van Castilië, de moeder van Lodewijk, sterft.
- 1253 : Willem van Rubroeck krijgt een nieuwe missie naar het Mongoolse Rijk.
- 1254 : Lodewijk keert terug naar Frankrijk. De Zevende Kruistocht was opnieuw een fiasco.

### Mongoolse Rijk
- 1251 : Möngke Khan wordt verkozen tot nieuwe Khan van de Mongolen.
- 1253 : Koeblai verovert het koninkrijk Dali.
- 1255 : Batu Khan, van de Gouden Horde, sterft, hij wordt opgevolgd door zijn zoon Sartaq.
- 1256 : Hulagu Khan sticht het Il-kanaat van Perzië.
- 1257 : Berke wordt khan van de Gouden Horde.
- 1258 : Beleg van Bagdad. De hoofdstad van het Kalifaat van de Abbasiden wordt met de grond gelijk gemaakt. Enkele telgen van de Abbasiden kunnen vluchten naar het Mammelukkensultanaat Caïro.
- 1259 : Berke valt Polen en Litouwen aan.
- 1259 : Möngke Khan sterft, de Toluidische Successieoorlog breekt uit.

### Heilig Roomse Rijk
- 1250 : Frederik II van Hohenstaufen sterft, Koenraad IV, zijn zoon, eist zijn rechten op.
- 1254 : Koenraad IV sterft, zijn zoon Konradijn is slechts twee jaar oud.
- 1256 : Willem II van Holland sterft, dit betekent het begin van het Interregnum.
- 1257 : Richard van Cornwall en Alfons X van Castilië eisen de troon op.

### Lage Landen
- 1251 : Willem II van Vlaanderen sterft, Jan van Avesnes, zijn halfbroer, probeert het Graafschap Vlaanderen in handen te krijgen.
- 1253 : Slag bij Westkapelle. Het betreft een strijd rond het Graafschap Zeeland. Jan van Avesnes gesteund door Willem II van Holland, zijn schoonbroer, staat tegenover Margaretha II van Vlaanderen en haar zoon Gwijde van Dampierre. Vlaanderen verliest en hiermee het Graafschap Zeeland.
- 1256 : Hendrik V van Luxemburg, kleinzoon van Hendrik I van Namen, aan de zijde van Jan van Avesnes, palmt het Graafschap Namen in.
- 1256 : Willem II van Holland sterft in een poging een opstand van de West-Friezen te onderdrukken. Zijn zoon Floris V van Holland is twee jaar oud.
- 1257 : Jan van Avesnes sterft, hij wordt opgevolgd door zijn tienjarige zoon Jan II van Avesnes.

### Engeland
- 1259 :Provisions of Oxford. Koning Hendrik III van Engeland trekt de geldigheid van de Magna Carta in twijfel. Met het ondertekenen van de Provisions trekt hij aan het kortste eind.
- 1259 : Verdrag van Parijs. Hendrik III onderhandelt met Lodewijk IX over het verlies van de Franse bezittingen van het Huis Plantagenet.

## Wetenschap
- 1250 : Hereford Mappa Mundi
- 1253 : Robert de Sorbon begint te onderwijzen in het zogenaamde Maison de Sorbonne, een hogeschool in Parijs. Eerst voornamelijk om een aantal leerlingen theologie bij te brengen. Hij wordt bij dit werk gesponsord door zijn koning en krijgt de goedkeuring van paus Alexander IV.
- 1259 : Maragheh observatorium. De astronoom Nasir al-Din al-Toesi laat op een heuvel ten westen van de stad Maragha een sterrenwacht bouwen. De sterrenwacht wordt hem aangeboden door de Hulagu als dank voor Toesi's hulp bij de verovering van Bagdad. De sterrenwacht, die gebouwd is als een citadel, heeft een oppervlakte van 340 x 135m. Aan de academie die ermee verbonden is, werken naast Perzen ook Armeniërs, Georgiërs en Chinezen.

## Personalia
Geboren
- 1254 - Marco Polo
- 1255 - Albrecht I van Habsburg
- 1258 - Osman I

Overleden
- 1250 - Frederik II van Hohenstaufen, keizer van het Heilige Roomse Rijk
- 1250 - Fibonacci, alias Leonardo Pisano Bogollo
- 1254 - Paus Innocentius IV
- 1255 - Batu Khan

<< · 1250 · 1251 · 1252 · 1253 · 1254 · 1255 · 1256 · 1257 · 1258 · 1259 · >>
<< · 1200-1209 · 1210-1219 · 1220-1229 · 1230-1239 · 1240-1249 · 1250-1259 · 1260-1269 · 1270-1279 · 1280-1289 · 1290-1299 · >>